# Lionel Cros
Lionel Cros (né à Paris 4e le 12 décembre 1955 et décédé à Paris 3e le 1er août 1992) est un styliste et couturier français, créateur de vêtements et d’accessoires de mode. Il connait une ascension fulgurante au tournant des années 1980 et 1990, grâce à ses créations en caoutchouc, en latex, en métal, en stretch et en vinyle.

## Biographie
En 1986, il ouvre sa première boutique à Paris. « Il y vend des Dr. Martens, des vêtements et des accessoires en vinyle, en latex, en caoutchouc ou en métal ». Rapidement, ses créations faisant écho aux innovations des années 1970 de Paco Rabanne séduisent des journalistes de mode comme Jacqueline Manescau, des artistes et des personnalités tels que Guesch Patti, Lova Moor, Gérard Kappauf.
Elles apparaissent dans les séries de mode de nombreux magazines de mode français (ELLE,, L'Officiel de la Mode), les éditions européennes de Harper's Bazaar et de Max, ainsi que dans le Vogue américain et dans la presse généraliste et spécialisée (Paris Match [réf. souhaitée], Photo, Sans Nom - l'ancêtre de Citizen K, VSD).
En 1990, Jean-Baptiste Mondino les fait apparaître dans le vidéo-clip Tandem de Vanessa Paradis. La chanteuse et les danseurs y portent tous des créations du styliste : vêtements en cuir, en métal, des bijoux et des accessoires[réf. souhaitée].
Le 16 novembre 1990, le créateur organise un défilé de mode, acclamé par la presse de l’époque, dans la Grande nef du CAPC musée d'art contemporain de Bordeaux, l’espace alors investi par l'artiste Richard Serra qui y présentait « Threats of Hell »,,.
Il meurt soudainement à l’âge de 35 ans, victime du SIDA.

## Style
Il est considéré comme styliste à l'origine de la déférente des références du fétichisme voire de la pornographie dans la mode. Dans son ouvrage "Traité du fétichisme : à l'usage des nouvelles générations" (Prix Sade 2005), Jean Streff parle ainsi du rôle du styliste dans le renouvellement de la mode de cette période et de son influence sur d'autres couturiers phares de ce courant Thierry Mugler et Jean-Paul Gaultier en particulier : « En 1986, le Français Lionel Cros propose à la presse internationale Perfectos en plastique, bombers en vinyle et robes en latex. Mugler et autre Gaultier s’engouffrent dans la brèche ».
La presse de l'époque est unanime pour lui reconnaitre le statut de précurseur : « Saint Laurent a tout fait avant tout le monde. Depuis c'est Lionel Cros qui a fait bouger le monde en apportant une nouvelle dimension avec les matières. Comme le latex ou le métal. Tous les deux ont été révolutionnaires. »
En octobre 1990, une journaliste du Monde  rendra ainsi compte de cette première vague du  fétichic : « Le peintre américain à la mode, Jeff Koons, enlacé avec la Cicciolina dans ses dernières œuvres, Jean-Baptiste Mondino, réalisateur entre autres de clips (Madonna, Vanessa Paradis, Prince, Neneh Cherry) ou encore les photographes de mode Steven Meisel, Chico Bialas, privilégient une sensualité animale et explosive : fausses B.B. enfourchant leur moto, Barbarella de latex, anges du mal en robes du soir arrachées ou vite enfilées sur la plage, lingerie de métal signée Lionel Cros. »
Photo Cinéma Magazine qui lui consacre un long article dans un numéro de 1990 introduit ainsi les lecteurs dans son univers :« Farfadet qui surfe sur la déferlante de la mode, Lionel Cros n'est pas seulement un créateur de vêtements qui réveille un fashion-circus engoncé dans le sérieux ou dilué dans l'effet. C'est un multi-créatif » [réf. souhaitée].  

## Collaborations
Le styliste collabore avec des photographes tels que Juan Lasterra qui réalise les premiers clichés de ses créations parues dans l'Officiel[réf. souhaitée]l. Après avoir travaillé avec Lionel Cros sur le vidéo-clip Tandem de Vanessa Paradis, Jean-Baptiste Mondino réalise pour ELLE une série de mode intitulée « Vinyl La Folie » avec la top-modèle Emma Sjoberg . Philippe Robert met ses créations en image, portées par les modèles et top-modèles de l’époque : Carla Bruni, Claire Dhelens, Estelle Lefébure et les artistes comme Lio, Sophie Marceau, Mathilda May, Sylvie Vartan, pour les magazines tels que Harper's Bazaar, Max et Photo. Thierry Le Gouès fait également partie des photographes proches du créateur[réf. souhaitée].